# Sâmbăteni, Arad
Sâmbăteni (în maghiară Szabadhely) este un sat în comuna Păuliș din județul Arad, Crișana, România.
Primele atestări documentare în care este menționată comuna Păuliș sunt din anul 1333, când în registrele dijmelor papale apare sub numele de Paululese, iar în anul 1334 apare este menționat un Sacerdos de Paulese, după numele ordinului călugărilor paulini din cetatea Cladova. 

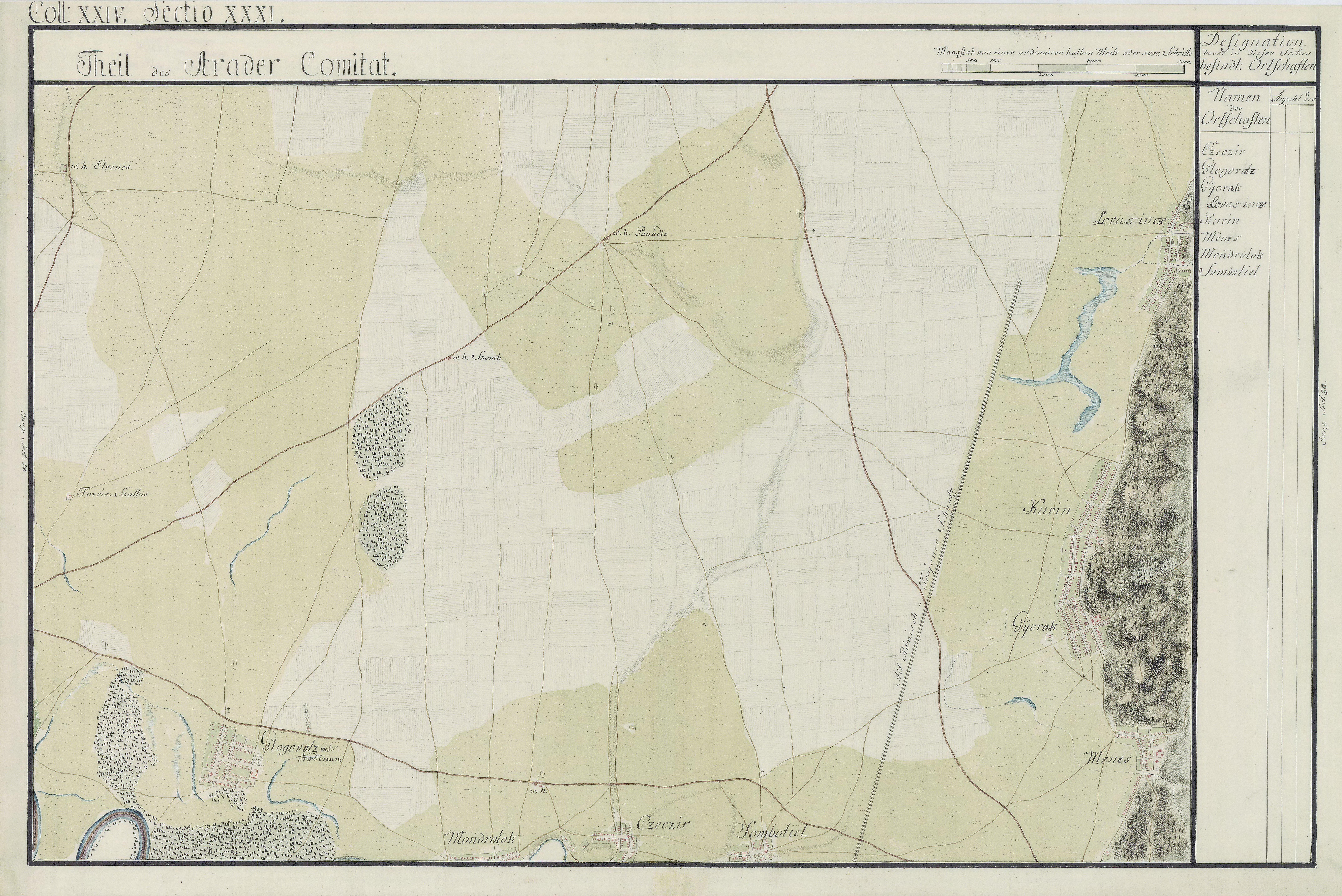
Sâmbăteni în Harta Iozefină a Comitatului Arad, 1782-85

Varianta românească de Păuliș este atestată din anul 1752. Dat fiind calitățile deosebite ale locului, stabilirea aici a unei populații timpurii este probată de descoperiri arheologice din diferite puncte, în special de-a lungul cursului Mureșului si în zona de contact dintre câmpie și munte. 

## Preistorie și antichitate
Din epoca preistorică au rămas fortificații, diverse urme materiale, care conturează o evoluție de câteva milenii. Ultimele secole ale mileniului I i.Hr. sunt caracterizate de organizațiile dacice. Semnele unei locuiri dacice, continuată apoi cu una romană, sunt atestate în zonă în urma unor cercetari arheologice sau descoperiri întâmplătoare. 
Trecutul istoric al localității Păuliș se leagă pentru o perioadă de multe secole de numele satului Cladova, sat aparținător Păulișului. Cetatea care se gasește aici, amplasată pe „Dealul Carierei” sau „Dealul Cetății”, pe un promontoriu înalt de 60 de metri, cu o deschidere panoramică atât spre Câmpia de Vest căt și spre Valea Mureșului, a jucat de-a lungul secolelor un rol important în evoluția așezării comunei Păuliș. Amplasată chiar la intrarea în defileul Mureșului, această cetate a fost construită ca o fortificație menită să apere două căi de acces spre nord-vestul țării, atât pe Valea Mureșului cât și pe Valea Cladovei.
Descoperirile făcute în nivelul al III-lea al zidului de fortificație atestă o locuire a acestei cetăți și între secolele XI-XV fiind un sit complex. 
Etapa romană a lăsat urme și pe teritoriul comunei Păuliș, urme arheologice atestă prelungirea unor elemente de apărare ale imperiului în această zonă, cel puțin până la retragerea Aureliană. 
Există în zona satului Sâmbăteni, la nord de calea ferată îngustă, 3 valuri de pământ („Valurile lui Traian”), bănuite de a fi romane care se adăugau sistemului defensiv. 

## Evul mediu
În îndelungata, întunecata și puțin cunoscuta perioadă de după secolul III, peste teritoriul Podgoriei și de-a lungul Mureșului trec numeroase popoare migratoare: sarmați, gepizi, goți, avari, pecenegi și cumani. Cu toate acestea, până în zorii Evului Mediu, zona este locuită în continuare. 
În Evul Mediu timpuriu, Sâmbăteni este cunoscut prin atestarea din 1138 ca târg, de-a lungul timpului vatra satului s-a schimbat mereu din cauza revărsărilor Mureșului. 
În perioada medievală Zona Podgoriei este printre primele care apar în documentele Cancelariei Regale Maghiare, viile în special, au activat în mod deosebit dezvoltarea satului Păuliș, continuat spre est cu Barațca fapt care s-a prelungit până la ocupația otomană. 
În anul 1393 nobili de Maroth obțin privilegiul de a exploata orice minereu (în speță aur și argint) de pe moșia lor Păuliș. Astfel în afara culturilor de vița de vie, zona începe să fie cunoscută prin minele de metale neferoase. 

## Renașterea
O perioadă tulbure în istoria comunei Păuliș începe odată cu ocuparea Banatului de către turci, acțiune care a fost pregătită imediat după dezastrul de la Mohacs (1526). Zona este disputată de forțele fidele lui Ioan Zapolya (inclusiv otomane) și cele pro-austriece. Aceasta stare conflictuală se prelungește până în 1550-1558, când turcii ocupă Comitatul Aradului și partea de sud a Zărandului. Intervalul de timp cât turcii sunt prezenți în zona este caracterizat prin lupte, invazii, distrugeri, molime. Așezările din zona sunt vizate în mod deosebit de atacurile concentrate către cele două cetăți importante care flancau zona- Șoimoș și Șiria, astfel încât, că urmare a lor, se petrece depopularea atât a Podgoriei Aradului cât și a culoarului Mureșului. 

## Epoca modernă
După ce în 1688 zona Șoimoș-Lipova este eliberată de sub turci, în 1693, sub comanda generalului Sigbert Heister⁠(de)[traduceți], armata austriacă eliberează zona Podgoria (implicit Câmpia Aradului) până la Ineu. După consolidarea ocupației, încep operațiunile de repopulare, de modernizare a sistemelor de regularizare a apelor, de comunicație, de producție, etc. 
În 1772 a fost schimbată vatra satului, datorită unor mari inundații ți pericolului pe care-l reprezentau revărsările Mureșului. Păulișul este reconstruit după principiile urbanistice moderne, în sec. XVIII-XIX se construiesc principalele edificii ale satului, în 1780 fiind înființată școala românească. 
În anul 1812 Păulișul a fost declarat târg. În 1752 Vechiul Păuliș avea 113 familii, iar în 1839 are loc colonizarea germană a nord- vestului satului- Păulișul Nou. 
Ulterior, în timp ce populația Păulișului Nou crește continuu până la Primul Război Mondial (2516 în 1910), cea din Păulișul Vechi rămâne undeva la 430-490 de persoane. 
Întreaga zonă este prinsă în evenimentele revoluției din 1848-1849, confruntări armate și tratative petrecându-se în apropiere (la Șiria, de pildă). 
În 1868-1869 se construiește calea ferată Arad - Ghioroc, cu implicații favorabile și asupra Păulișului, iar în 1904 este construită calea ferată îngustă care lega toate localitățile Podgoriei, cale ferată care a fost electrificată in 1911. 
Atacul filoxerei din 1880 distruge viile tradiționale, medaliate cu aur la Expoziția de la Londra din 1862. Ca urmare a acestui eveniment grav, se înființează la Miniș în 1881 „Școala de viticultură”. 

## Epoca contemporană
Începând cu 1919 zona este alipită Regatului României. Primul organ românesc este cunoscut a fi funcționat din mai 1919 în apropiere, la Radna. În sfera economicului, politica statului român continuă traiectoriile anterioare axate pe viticultură și agricultură în general în zona respectivă reforma agrară din 1921 este aplicată mai consecvent decât în alte zone, astfel încât gospodăriile rurale se consolidează. 
Razboiul al II-lea Mondial are acțiuni care se desfășoară și pe teritoriul comunei. Este cunoscută apărarea zonei dintre Sâmbăteni și Păuliș, în 12-20 septembrie 1944, de către elevii școlii de ofițeri din Radna, fapta comemorată de Monumentul de la Păuliș. "Pe aci nu se trece"
Monument dedicat eroismului elevilor și ofițerilor români din școlile militare care și-au dăruit viața pentru libertatea și independența patriei, apărând granițele de vest ale țării, în zilele imediat următoare actului de la 23 august 1944 când România întoarce armele împotriva naziștilor. Aceștia primesc ordinul să întârzie retragerea trupelor germane sau să moară făcând asta...
Ulterior în perioada comunistă zona a fost colectivizată, se construiesc noi clădiri, se fac amenajări specifice activității viticole. Pe de alta parte, depopularea a inceput sa se producă începând cu mijlocul secolului XX, ca urmare a dirijării masive a forței de munca către industrie și oraș. Un nou val de depopulare se petrece după 1989, ca urmare a migrării populației germane către spațiul sau de origine.

## Personalități
- Fabrițiu Manoilă (1864 - 1935), delegat în Marea Adunare Națională de la Alba Iulia din 1918
- Sabin Manuilă (1894 - 1964), medic, demograf, statistician,  membru corespondent al Academiei Române.